# Gasoducto Cruz del Sur

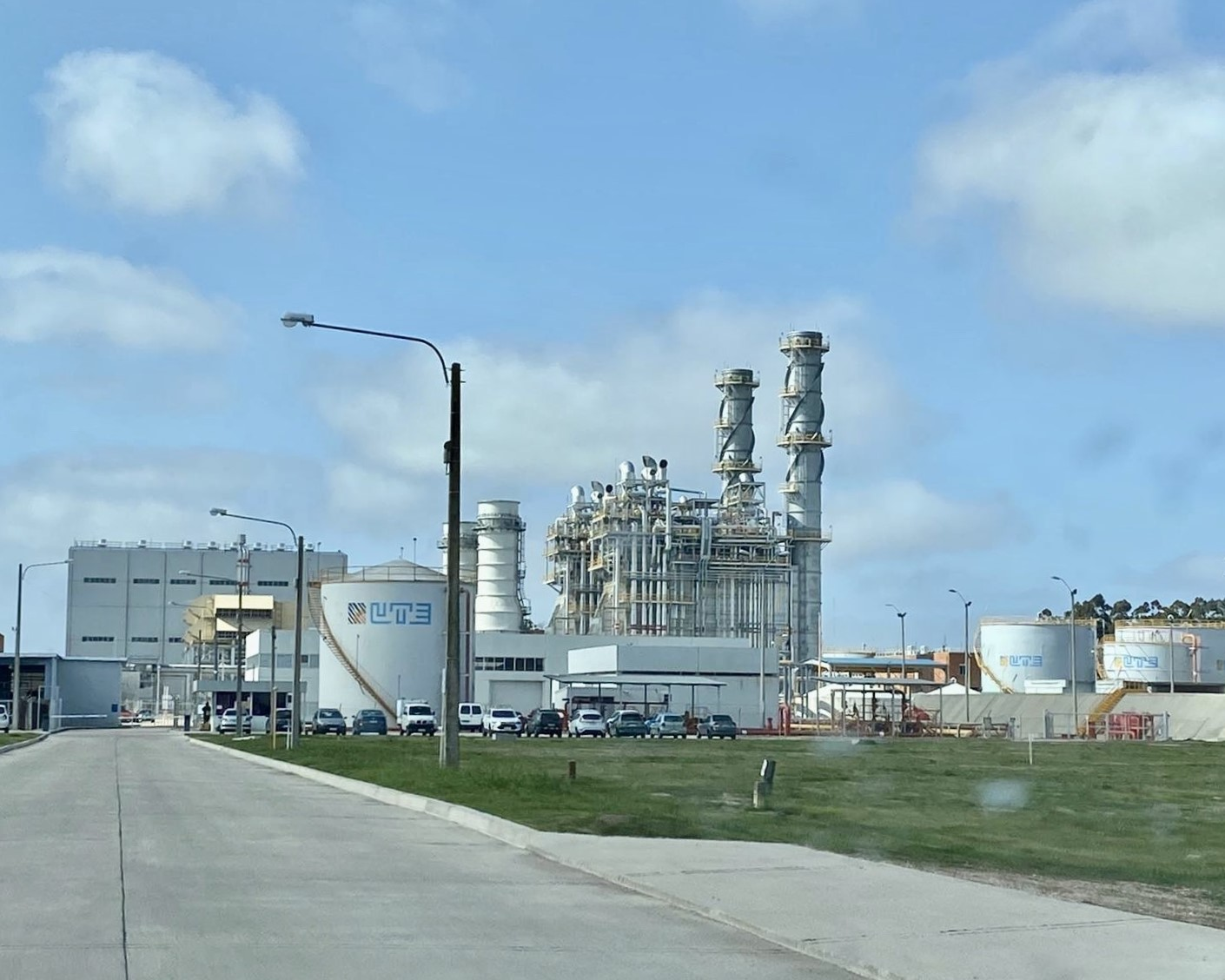
La Central térmica Punta del Tigre, en el departamento de San José, fue pensada para funcionar con gas importado a través del gasoducto.

El Gasoducto Cruz del Sur es un gasoducto que une la provincia de Buenos Aires en Argentina con Colonia del Sacramento y Montevideo en Uruguay. Fue diseñado para abastecer de gas natural para consumo residencial a las ciudades del sur de Uruguay y a la Central Termoeléctrica Punta del Tigre de UTE para la producción de energía eléctrica, sin embargo la escasez de gas natural argentino ha impedido su normal funcionamiento.

## Historia
A finales de la década de 1990, Argentina veía con optimismo la posibilidad de exportar gas natural a gran escala, por lo que se construyeron varios gasoductos a países vecinos: Chile (cinco líneas), Brasil (Aldea Brasilera – Uruguayana) y Uruguay. En este último caso, el proyecto consistió principalmente en un gasoducto subacuático a través del lecho del Río de la Plata.
La construcción del gasoducto Cruz del Sur comenzó en el año 2000 y fue puesto en servicio al año siguiente en noviembre de 2002, fue inaugurada por los presidentes de Uruguay y Argentina, Jorge Batlle y Eduardo Duhalde, en Montevideo.
Su capacidad inicial era de alrededor de 2 mil millones de m3 por año, con planes de aumentar a 5,5 mil millones de m3 y construir una extensión a Porto Alegre, Brasil. Sin embargo, la crisis del gas argentino de 2004 prácticamente detuvo las exportaciones fuera del país e hizo irrelevante la expansión del sistema Cruz del Sur.
Uruguay, en busca de otras fuentes de suministro del combustible, optó por la construcción de una terminal flotante de regasificación en el Río de la Plata frente a la Punta de Sayago en Montevideo que permitiría importar gas natural licuado en barco desde otros lugares del mundo. Estaría conectada mediante un gasoducto de 130 km de longitud con Cruz del Sur, tras lo cual esta última organizaría el tráfico de retorno y permitiría la exportación del combustible en el sentido opuesto, es decir hacia Argentina. Finalmente el proyecto de la Regasificadora de Sayago fracasó y no pudo ser concretado.

## Descripción técnica
El gasoducto tiene 215 km de largo y una capacidad de 1,8 mil millones de m3 de gas natural al año.  Tuvo un costo de US$150 millones. 
El tramo subacuático entre Punta Lara (Argentina) y Santa Ana (Uruguay), por debajo del Río de la Plata, tiene 57 km de largo, un diámetro de 24 pulgadas (609,6 mm) y una presión máxima de 95 bares (91,9 atm). El tramo uruguayo tiene 145 km de largo y una presión máxima de 80 bares (77,4 atm).
El gasoducto se abastece desde los yacimientos de gas natural de la Cuenca Neuquina.

## Operador
Es operada por Gasoducto Cruz del Sur S.A. y propiedad del consorcio formado por BG Group (40%), Pan American Energy (30%), ANCAP (20%) y Wintershall Dea (10%). 

## Propuesta de expansión
Existe una propuesta para prolongar el gasoducto hasta el sur de Brasil. El ramal comenzaría en Colonia, Uruguay, y finalizaría en Porto Alegre, Brasil. 415 km se construirían en Uruguay y 505 km en Brasil. En Rio Grande do Sul, se conectaría con el gasoducto GASBOL . 